# Caloptilia chrysitis
Caloptilia chrysitis là một loài bướm đêm thuộc họ Gracillariidae. Nó được tìm thấy ở New Zealand.